# Avanton
Avanton ist eine französische Gemeinde mit 2.227 Einwohnern (Stand: 1. Januar 2022) im Département Vienne in der Region Nouvelle-Aquitaine; sie gehört zum Arrondissement Poitiers und zum Kanton Migné-Auxances (bis 2015: Kanton Neuville-de-Poitou). Die Einwohner werden Avantonnais genannt.

## Geographie
Avanton liegt etwa neun Kilometer nordnordwestlich von Poitiers. Umgeben wird Avanton von den Nachbargemeinden Vendeuvre-du-Poitou im Norden, Jaunay-Clan im Nordosten, Chasseneuil-du-Poitou im Osten und Südosten, Migné-Auxances im Süden, Cissé im Westen sowie Neuville-de-Poitou im Nordwesten.
Durch die Gemeinde führt die frühere Route nationale 757.

## Geschichte
1844 wurde hier der Goldblechkegel von Avanton aus der späten Bronzezeit gefunden.

## Bevölkerungsentwicklung
| Jahr                      | 1962 | 1968 | 1975 | 1982 | 1990 | 1999 | 2006 | 2012 |
| Einwohner                 | 570  | 640  | 817  | 1120 | 1164 | 1414 | 1808 | 1871 |
| Quelle: Cassini und INSEE |      |      |      |      |      |      |      |      |

## Sehenswürdigkeiten

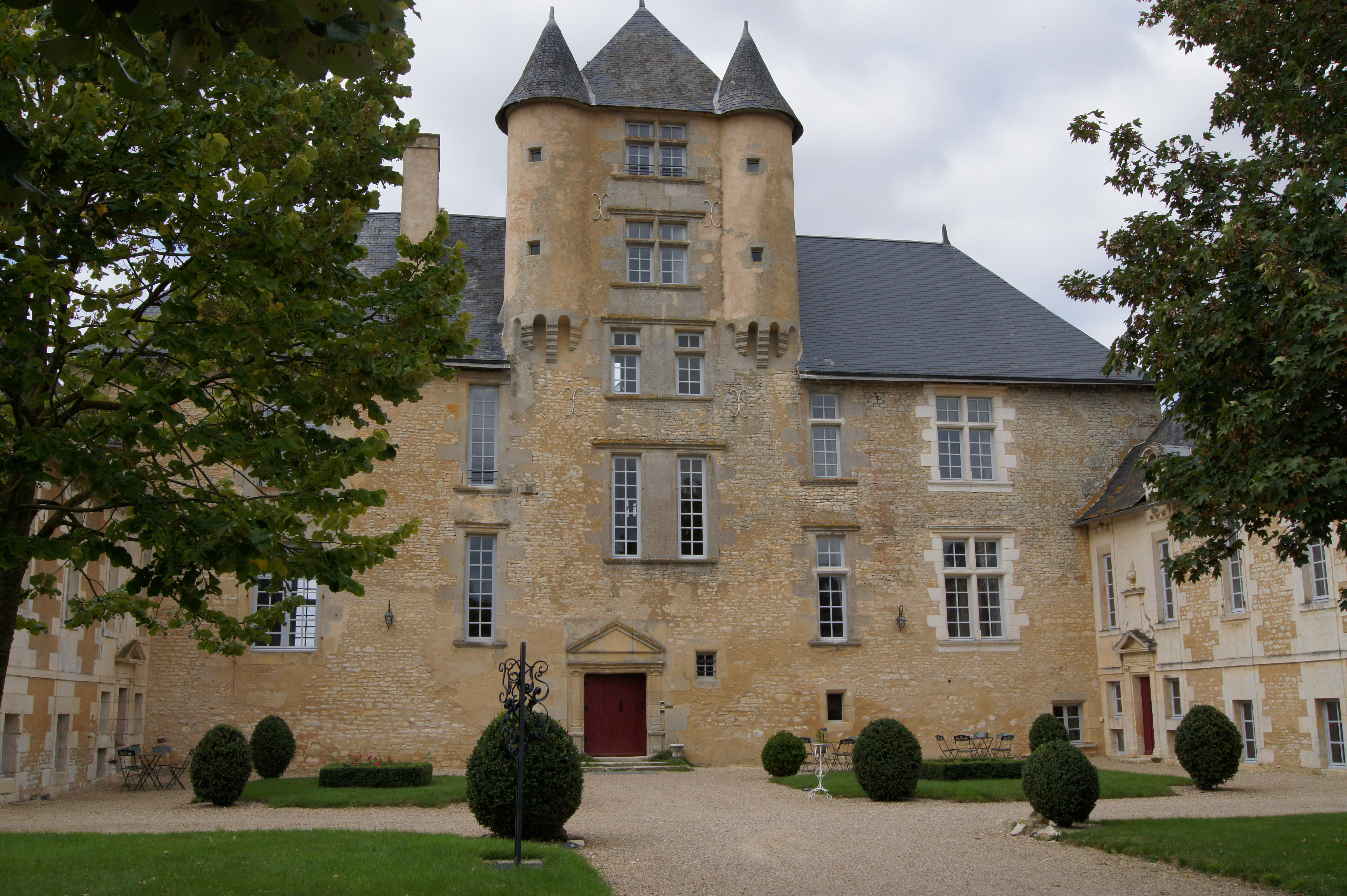
Schloss Avanton

- Kirche Saint-Laurent-des-Anges aus dem 14. Jahrhundert
- Schloss Avanton, ursprünglich wohl aus einer Kommanderie des Johanniterordens des 14. Jahrhunderts erbaut, seit 1927 Monument historique
- Taubenturm